# Mare Nostrum (jogo eletrônico)
Mare Nostrum é um jogo eletrônico multiplayer de tiro em primeira pessoa, desenvolvido como um modification de conversão total de Red Orchestra: Ostfront 41-45.
O objetivo geral do mod é incorporar cenários africano, mediterrâneo e do Oriente Médio como suplemento ao título Red Orchestra: Ostfront 41-45.

## Jogabilidade
A jogabilidade de Mare Nostrum é semelhante ao seu jogo "parente", no qual jogadores devem assumir o papel de soldados de infantaria individuais ou tripulação de tanque durante batalhas da Segunda Guerra Mundial, em um ambiente multiplayer online. Cada time tenta concluir objetivos que variam de acordo com a fase. Maior parte do jogo gira em torno do estilo de Ataque e Defesa, onde um time deve realizar objetos em áreas do time oposto para chegar à vitória.

## Desenvolvimento
O time de Mare Nostrum foi formado em 8 de agosto de 2006, com a fusão dois times de mod para Red Orchestra: Ostfront 41-45 separados: o time Campagna Italiana e o time Burning Sands.

## Recepção na crítica
Mare Nostrum foi nomeado como um dos "100 melhores mods não lançados" da ModDB, durante o evento de 2007 do site.
Apesar da versão 1.2 ter sido considerado um produto jogável, ocorreu problemas ao se construir uma comunidade online de jogadores.